# Methanobrevibacter filiformis
Methanobrevibacter filiformis is una especie de arquea metanógena. Fue aislado por primera vez del intestino posterior del termita Reticulitermes flavipes.  Tiene forma de barra, que varían en tamaño desde 0.34 hasta 1.6 µm y posee fibras polares. Su morfología, reacción de tinción Gram-positiva, resistencia a la lisis celular por agentes químicos y estrecho rango de sustratos utilizables son típicos de las especies dentro de la familia Methanobacteriaceae.  Se vive en o cerca del epitelio del intestino posterior y se une a filamentosos procariotas asociado con la pared intestinal. Es una de la biota predominante de los intestinos.

## Otras lecturas
- Hackstein, Johannes HP, ed. (endo) symbiotic methanogenic archaea. Vol. 19. Springer, 2010.
- Schaechter, Moselio (2009). Encyclopedia of Microbiology. San Diego: Academic Press [Imprint]. ISBN 0-12-373944-6.
- Falkow, Stanley; Dworkin, Martin (2006). The prokaryotes: a handbook on the biology of bacteria. Berlin: Springer. ISBN 0-387-25493-5.
- Bignell, David Edward, Yves Roisin, and Nathan Lo, eds. Biology of termites: A modern synthesis. Springer, 2011.

- Methanobrevibacter filiformis en la Enciclopedia de la vida